# MÁV-Baureihe M41
Die MÁV-Baureihe M41 (seit 2011 418) ist eine 1969 entwickelte und von 1972 bis 1984 in 107 Exemplaren an die ungarischen Staatsbahnen Magyar Államvasutak (MÁV) ausgelieferte vierachsige Diesellokomotive, die die letzten in Betrieb befindlichen Dampflokomotiven in Ungarn ablösen sollte. Maschinen dieses Typs wurden auch an die GySEV und die OSE geliefert.

## Geschichte
Die Geschichte dieser Lokomotive geht auf die MÁV-Reihe M46 zurück, von der 1969 von Ganz-MÁVAG zwei ähnliche Lokomotiven zur Erprobung der MÁV übergeben wurden. Die Probelokomotiven hatten einen unsymmetrischen Mittelführerstand und einen Zwölf-Zylinder-Viertakt-Dieselmotor von Ganz, der bei 1500/min 880 kW (1200 PS) leistete. Diese beiden Exemplare wurden von der MÁV nicht übernommen.
Aus dieser Lokomotive entwickelten die Ganz-MÁVAG 1972 die endgültige Bauart M41, mit der daraufhin die letzten Dampflokomotiven auf nicht elektrifizierten Strecken abgelöst werden konnten, speziell die Baureihe 424. Die Lokomotiven waren mit ihrer Achslast freizügig einsetzbar, vom Güterzugdienst bis zum Schnellzugdienst.
Zwischen 2002 und 2008 erhielten insgesamt 35 Maschinen neue Motoren von MTU bzw. Caterpillar und wurden als M41.23, ab 2011 418.3, eingereiht. Bei der OSE sind die Lokomotiven bereits ausgemustert.

## Technische Beschreibung

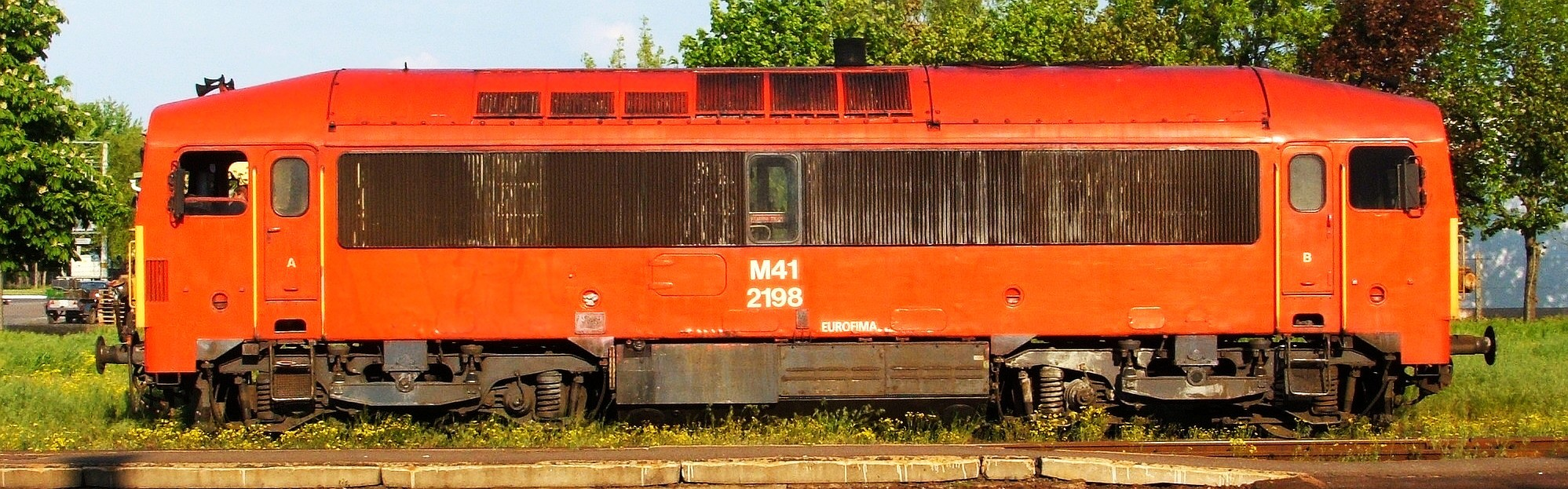
Seitenansicht

Die Lokomotive ist entgegen den beiden Musterlokomotiven eine Maschine mit zwei Endführerständen. Als Antriebsaggregat dient ein Motor der SEMT Pielstick, der von der Ganz-MÁVAG in Lizenz gebaut wurde. Er leistet bei 1 500/min 1 325 kW (1 800 PS).
Sie ist mit einem hydraulischen Getriebe von Voith, Bauart L 720+rU 2 ausgerüstet. Das Getriebe besteht aus zwei Drehmomentwandlern und einem mechanischen Wendegetriebe.
Die Heizung für den Zug erfolgte von einem an dem Dieselmotor angeschlossenen Wechselstromgenerator. Über einen Gleichrichter wurde darüber ebenfalls die elektrische Anlage der Maschine gesteuert.